# كارميني كوبولا
كارميني كوبولا (بالإيطالية: Carmine Coppola)‏ (10 يناير 1979 في إيطاليا - ) هو لاعب كرة قدم إيطالي في مركز الوسط. شارك مع منتخب إيطاليا لكرة القدم. أما مع النوادي، فقد لعب مع نادي تريستينا ونادي ساليرنيتانا ونادي سبال ونادي سيتاديلا ونادي فروسينوني ونادي فيتشينزا ونادي ليفورنو ونادي مسينا ونادي تارانتو 1927 ونادي أريتسو وUC AlbinoLeffe ‏.

## روابط خارجية
- كارميني كوبولا على موقع قاعدة بيانات كرة القدم.إي يو (الإنجليزية)
- كارميني كوبولا على موقع ليكيب (الفرنسية)
- كارميني كوبولا على موقع ناشيونال فوتبول تيمز (الإنجليزية)
- كارميني كوبولا على موقع عالم كرة القدم.نت (الإنجليزية)